# Sannō matsuri
Le Sannō matsuri (山王祭) ou festival Sannō, est un des trois principaux festivals shinto de Tokyo, avec le Fukagawa matsuri et le Kanda matsuri. Le festival a lieu annuellement au mois de juin mais comprend une procession appelée Shinkosai les années paires seulement. Les célébrations annuelles couvrent un certain nombre d'activités et de célébrations pendant une semaine, dont le défilé Shinkosai (également appelé Jinkosai) qui dure une journée dans l'arrondissement de Chiyoda,.
Il se déroule au Hie-jinja.